# François-Louis Deschamps
Pour les articles homonymes, voir Deschamps.
François-Louis Deschamps, (Braine-l'Alleud le 26 mai 1919 - Walhain 20 janvier 2004) est un ténor belge.
Il était spécialiste de l'opérette.